# Noel Odell
Noel Ewart Odell (25 de diciembre de 1890 - 21 de febrero de 1987) fue un geólogo y alpinista inglés. En 1924 participó en la Tercera Expedición al monte Everest en la cual perdieron la vida George Mallory y Andrew Irvine en su famosa tentativa por alcanzar la cumbre. De forma sorprendente, Odell pasó dos semanas por encima de los 7000 metros sin ayuda suplementaria de oxígeno.
El 8 de junio de 1924 George Mallory y Andrew Irvine intentaron el ascenso a la cumbre del Everest a través de la ruta norte. Odell informó de haberlos visto a las 12:50 p. m. ascendiendo uno de los principales "escalones" de la arista noreste y "marchar con fuerza hacia arriba" pero hasta la fecha no hay evidencias que hayan probado concluyentemente que alcanzaron la cima. Nunca regresaron al campamento VI y fallecieron en algún lugar en lo alto de la montaña. Odell fue la última persona en verlos con vida.
Siguiendo los pasos de los desaparecidos, Odell ascendió en solitario hasta los 8.500 metros en busca de los dos escaladores.
En 1936, Noel Odell y Bill Tilman alcanzaron la cumbre del Nanda Devi la cual en ese momento, y hasta 1950, fue la montaña más alta escalada. Odell regresó al Everest con la expedición conducida por Tilman en 1938.
Además fue un refutado escalador en roca, famoso por su primera ascensión en solitario en 1919 del trazado "Tennis Shoe" en Idwal Slabs, en Snowdonia. 
Noel Odell tuvo también una variada carrera fuera del montañismo, sirviendo con los Ingenieros reales en ambas Guerras Mundiales, como consultor en industrias del petróleo y de la minería y como profesor de geología en diversas Universidades por todo el mundo, incluyendo Harvard y Cambridge.